# El entierro del conde de Orgaz
El entierro del señor de Orgaz, popularmente llamado El entierro del conde de Orgaz, es un óleo sobre lienzo de 4,80 x 3,60 metros, pintado en estilo manierista por El Greco entre los años 1586 y 1588. Fue realizado para la parroquia de Santo Tomé de Toledo, España, y se encuentra conservado en este mismo templo. Está considerada una de las mejores y más admiradas obras del autor.
El cuadro representa el milagro en el que, según la tradición, San Esteban y San Agustín bajaron del Cielo para enterrar personalmente a Gonzalo Ruiz de Toledo, señor de la villa de Orgaz, en la iglesia de Santo Tomé, como premio por una vida ejemplar de devoción a los santos, su humildad y las obras de caridad que llevó a cabo.
El Greco aceptó el encargo de realizar la obra en 1586, algo más de dos siglos y medio después de los hechos que en ella representó. Recibió detalladas directrices sobre cómo debía aparecer el milagro de la zona inferior del lienzo, pero una vaga descripción de la zona de la Gloria. El pintor cretense incorporó en la zona superior la representación del Juicio y la aceptación en el Cielo del alma del señor de Orgaz. También cargó a la escena del entierro de un aire de actualidad, retratando a varones de su tiempo con ropajes del siglo XVI y situando los hechos en un oficio de difuntos con las características de la época.

## Historia
Gonzalo Ruiz de Toledo era señor de Orgaz (la villa de Orgaz no fue condado hasta 1522). Fue un hombre muy piadoso y benefactor de la parroquia de Santo Tomé. No en vano la iglesia se reedificó y se amplió en 1300 a sus expensas. Al morir el 9 de diciembre de 1323 (según otras fuentes en 1312) dejó una manda que debían cumplir los vecinos de la villa de Orgaz en su testamento que, ya por generosa, habría bastado para perpetuar su memoria en la feligresía: “páguese cada año para el cura, ministros y pobres de la parroquia 2 carneros, 8 pares de gallinas, 2 pellejos de vino, 2 cargas de leña, y 800 maravedís”.
Recientemente se ha descubierto un importante documento referente a la tradición pictórica del milagro y al encargo testamentario de realizar una pintura del mismo en Santo Tomé que, en 1513, Esteban Pérez de Guzmán, señor de Orgaz, dejó mandado:

La pintura que estava en la dicha yglesia de Santo Tomé, de un milagro que allí acaeçió, tórnese a pintar como se supiere que estava sy no se oviere fecho quando yo muriere, y sea adonde solía estar la dicha pintura en la capilla do está enterrado un anteçesor mío y esto cumplan mis albaçeas.
GONZALO CRESPÍ DE VALLDAURA y BOSCH-LABRÚS

Pasados más de 200 años, en 1564, don Andrés Núñez de Madrid, advirtió el incumplimiento por parte de los habitantes de la localidad toledana a seguir entregando los bienes estipulados en el testamento de su señor y reclamó la manda ante la Real Audiencia y Chancillería de Valladolid.
Y cuando al fin ganó el pleito en 1569 y recibió lo retenido (suma considerable por los muchos años impagados), quiso perpetuar para las generaciones venideras al señor de la villa de Orgaz encargando el epitafio en latín que se encuentra a los pies del cuadro, en la que además del pleito emprendido por el párroco se narra el relato del suceso prodigioso que ocurrió durante el entierro del señor de Orgaz, dos siglos antes. Esta tradición que existía en Toledo narra que en 1327, cuando se trasladaron los restos del señor de Orgaz desde el convento de los agustinos —próximo a San Juan de los Reyes— a la parroquia de Santo Tomé, el mismo san Agustín y san Esteban descendieron desde el cielo para con sus propias manos colocar el cuerpo en la sepultura, mientras que los admirados asistentes escuchaban una voz que decía «Tal galardón recibe quien a Dios y a sus santos sirve».
Para presidir la capilla mortuoria del señor de Orgaz, don Andrés Núñez de Madrid, encargó el trabajo a un pintor feligrés y parroquiano que, por entonces, vivía, de alquiler, a pocos metros de allí, en las casas del marqués de Villena. El 15 de marzo de 1586 se firma el acuerdo entre el párroco, su mayordomo y El Greco en el que se fijaba de forma muy precisa la iconografía de la zona inferior del lienzo, que sería de grandes proporciones. Se puntualizaba de la siguiente manera: «en el lienzo se ha de pintar una procesión, (y) cómo el cura y los demás clérigos que estaban haciendo los oficios para enterrar a don Gonzalo Ruiz de Toledo, señor de la villa de Orgaz, y bajaron san Agustín y san Esteban a enterrar el cuerpo de este caballero, el uno teniéndolo de la cabeza y el otro de los pies, echándole en la sepultura, y fingiendo alrededor mucha gente que estaba mirando, y encima de todo esto se ha de hacer un cielo abierto de gloria ...». El pago se haría tras una tasación, tras recibir cien ducados a cuenta, y tenía que estar acabado para la Navidad de ese mismo año.
El trabajo se alargó hasta finales de 1587, probablemente para el aniversario del milagro y la fiesta de santo Tomás. En una primera tasación el Greco evaluó su obra en 1200 ducados, «sin la guarnición y el adorno» cantidad que le pareció excesiva al buen y práctico párroco (en comparación con los 318 del Expolio y los 800 del San Mauricio de El Escorial). Reclamó el párroco y trató de renegociar la rebaja y dos nuevos pintores retasaron el enorme cuadro en 1700 ducados. Ante el nuevo desastre, recurrieron cura y mayordomo, y el Consejo Arzobispal decidió retornar al primer precio. El Greco se sintió entonces agraviado y amenazó con apelar al Papa y a la Santa Sede, pero se avino a causa de las previsibles dilaciones y costos procesales; el 30 de mayo de 1588, el consejo aceptó la renuncia del pintor a apelar y resolvió que la parroquia le abonara los 1200 ducados, acuerdo que se concertó el 20 de junio ambas partes y se saldó la deuda en 1590.

## Dimensión teológica del cuadro
El cuadro representa las dos dimensiones de la existencia humana: abajo, la muerte; arriba, el cielo, la vida eterna. El Greco se lució plasmando en el cuadro lo que constituye el horizonte cristiano de la vida ante la muerte, iluminado por Jesucristo.
En la parte inferior, el centro lo ocupa el cadáver del señor, que va a ser depositado con toda veneración y respeto en su sepulcro. Para tan solemne ocasión han bajado dos santos del cielo: el obispo san Agustín, uno de los grandes padres de la Iglesia, y el diácono san Esteban, primer mártir de Cristo.
En la tradición bíblica el cuerpo es enterrado, devuelto a la tierra de donde salió, a la espera de ser transfigurado por la resurrección final. El cuerpo humano, que el Hijo de Dios ha tomado al hacerse hombre, ya no es la cárcel del alma, sino la materia animada por el espíritu, la materia que será definitivamente transformada en la resurrección.
A este entierro, dos personajes principales miran de frente, invitando a quienes observan a entrar en el misterio admirable que contemplan sus ojos: El Greco y su hijo, quien señala con su dedo al personaje central y a su vez al infierno, realizando todo un recorrido que conecta con el espectador.
Entre el cielo y la tierra, el lazo de unión es el alma inmortal del señor de Orgaz, figurada como un feto que lleva al cielo un ángel, a través de una especie de vulva materna que le dará a luz a la vida eterna del cielo. La muerte aparece así como un parto, como un alumbramiento a la luz eterna en la que viven los santos. Trance doloroso, pero lleno de esperanza.
En la parte superior, el pintor describe el cielo, la vida feliz de los bienaventurados. Aparece Jesucristo glorioso, luminoso, vestido de blanco, entronizado como juez de vivos y muertos: Es el señor de la vida y de la historia de los hombres. Su capacidad de juzgar a los hombres con misericordia, se ve reflejada en su rostro sereno y en su mano derecha que manda al apóstol Pedro, jefe de su iglesia, a que abra las puertas del cielo para el alma del conde difunto.
La madre de Jesucristo, la Virgen María, acoge maternalmente el alma del señor que llega hasta el cielo: En este alumbramiento a la vida eterna, Dios ha confiado a María la tarea de madre. Ella es, para los cristianos, el rostro materno de Dios. 
Los bienaventurados miran fascinados y adorantes a Jesucristo. 
El conjunto del cuadro invita al espectador a la contemplación de un misterio cristiano: el hombre ha nacido para la vida. El hombre no es un ser para la muerte. E incluso cuando ha de traspasar el umbral de la muerte, no lo hace en solitario, sino que junto a él para ayudarle está Jesucristo, redentor del hombre, su Madre santísima, que es también madre de ellos, y todos los santos del cielo, sus hermanos mayores. Los hombres, así, son miembros de la familia de los santos, para que vivan santamente su camino por esta vida. 
El Greco ha conseguido transmitir en esta su obra maestra un mensaje de esperanza: la esperanza que brota de la buena noticia de Jesucristo, señor de la vida y de la historia.

## Los personajes
De estos asuntos es sobre el que, seguramente, más se ha escrito del cuadro. Es seguro que el Greco utilizó la cara de los personajes de la aristocracia de la época para inmortalizarlos en El Entierro, sea en la parte terrenal como en la celestial, cosa que es anacrónica porque el entierro se produce casi trescientos años antes. (Del anacronismo del Greco, acordémonos de El Expolio que se encuentra en la sacristía de la Catedral de Toledo).
Las cábalas para identificar a los personajes de la época retratados en el cuadro han sido muchas, pero solo se puede afirmar con rotundidad la de dos o tres personajes. 
- El niño semiarrodillado en primer término a nuestra izquierda. Es Jorge Manuel, el hijo del Greco, cuando tenía 10 años. Un pañuelo que sale de su ropa lo testifica, puesto que indica la fecha de su nacimiento.
- El personaje de barba canosa, al otro lado de la escena, con la cara casi de perfil. Es Antonio de Covarrubias, un humanista toledano, íntimo amigo del Greco.

Distingamos, la parte terrenal y celestial, perfectamente delimitadas por el Greco y entre las que se le ha ocurrido dejar un “detalle” de unión entre los dos planos, el crucifijo que preside el entierro.

### La parte terrenal
En la parte inferior, encontramos la escena del entierro. El luto y la seriedad en los semblantes destaca por encima de todo. Todos los labios están sellados. Contrasta el tropel con el que se sitúan los personajes, con el orden de la parte superior. Algunos rostros no están completos. Podemos distinguir entre los personajes en primera fila y la propia fila de caballeros en un posterior plano.

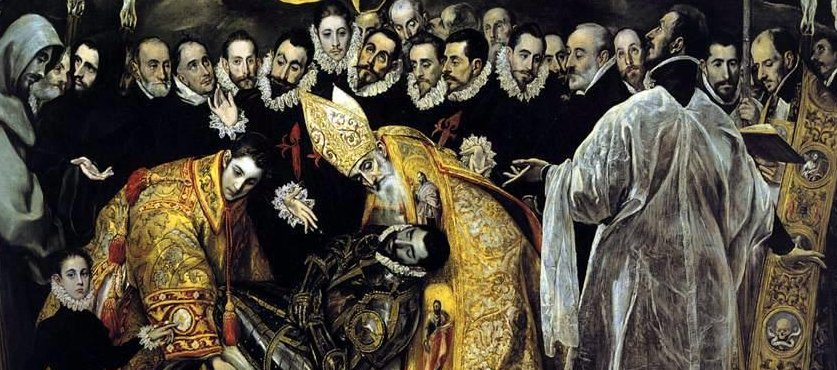
Detalle de la parte terrenal.

#### Los personajes de primera fila
- El niño. El Greco retrata a su hijo en El Entierro, lo vistió de traje de gala, golilla. No parece el lugar indicado para un niño que, obviamente, no sigue la ceremonia con la atención de los adultos serios. Por lo que parece, el juego del niño, en este caso, es reparar sobre la flor de la dalmática de San Esteban y señalárnosla, aunque en realidad, a lo mejor, simplemente lo que hace es mostrarnos al personaje central del cuadro. De su bolsillo sale un papel en el que se lee «Domenico Theotocopuli 1578».
- San Esteban. Sujeta al señor de Orgaz a nuestra izquierda. Es el primer mártir de la Iglesia. Representado por un joven con dalmática diaconal en la que lleva bordada la escena de su propio martirio, haciendo contraste con las negras vestiduras de los caballeros.
- El señor de Orgaz. Gonzalo Ruiz de Toledo nació en esta ciudad a mediados del siglo XIII, fue señor de la villa de Orgaz, alcalde de Toledo y notario mayor del rey don Sancho el Bravo. Está representado con su armadura de acero bruñido figura en el lugar central inferior del cuadro. Va a ser depositado en el sepulcro. Su alma aparece en el cuadro como si fuera un suspiro que se introduce en el cielo por un canal de nubes. Cabe destacar las ricas cenefas pintadas sobre la armadura. Aquí el Greco ha prescindido de sobriedad.
- San Agustín. Sujeta al señor de Orgaz a nuestra derecha. Es uno de los Padres de la Iglesia. Ataviado, en este caso, con rico ropaje litúrgico de obispo bordada en oro, tocado con mitra, también bordada. En la iconografía católica es fácil reconocer a san Agustín, como anciano, con su barba, su báculo —que en esta ocasión no lleva— y su capa. La riqueza de su capa permite observar que el pintor ha retratado —de arriba abajo— a san Pablo, Santiago el Mayor y santa Catalina de Alejandría. Está demostrado que el rostro de San Agustín corresponde al del cardenal Quiroga.
- Cura con roquete. De espaldas hace caso omiso al propio entierro, contemplando —sin duda— cómo el alma se introduce en el cielo. Tampoco es el sacerdote que celebra el entierro. Se cree que fuese Pedro Ruiz Durón, ecónomo de la parroquia.
- Cura que celebra el responso. Figura revestido como tal, con capa pluvial negra con dorados. En la capa se observa un retrato de santo Tomás con escuadra de carpintero, una calavera negra. Sin duda, debe representar a don Andrés Núñez de Madrid, el párroco de Santo Tomé quien encarga la obra al Greco.
- Personaje que porta la cruz procesional. Parece que está demostrado que el rostro corresponde con el beneficiado de la parroquia de Santo Tomé Rodrigo de la Fuente.

#### Fila de caballeros
Cada uno tiene expresión propia. Los hay que siguen la ceremonia fúnebre con atención, otros que no lo hacen, aquellos que nos miran y llevan así ya casi trescientos años y aquel que mira al cielo, como queriendo saber hacia donde se dirige el alma e incluso aquel que se encuentra distraído o, quizás, dormido ante tan triste momento. Entre ellos hay clérigos, nobles y letrados. Estos últimos los reconoceremos por el cuello vuelto (entre ellos Antonio de Covarrubias), otros son caballeros de la Orden de Santiago (por la cruz roja bordada en su pechera negra).
- El caballero primero por la izquierda. Se cree que pudiera tratarse del mayordomo de la iglesia, Juan López de la Quadra.
- Dos frailes conversando. Uno es franciscano y otro agustino.
- Otro fraile dominico.
- El caballero que mira de frente, tercero por la derecha, a la izquierda del crucifijo. Es el otro letrado de la composición, pudiera ser Diego de Covarrubias, hermano del citado anteriormente y que murió en 1577, lo que explicaría su mustia ancianidad.
- El caballero que mira de frente. Hay un caballero, dentro de la fila, encima de san Esteban que mira de frente, sin miedo, con la tez blanca. A la derecha del fraile dominico. Es un autorretrato del Greco.
- El caballero de Santiago que muestra sus dos manos. Quizás uno de los personajes más expresivos del Cuadro. Representa a quien fuera el descendiente del señor de Orgaz, otros autores dicen que sería el alcalde de Toledo, por ser la persona más principal entre los nobles.
- Grupo de caballeros. Un pelotón de cabezas de jóvenes caballeros, de negro con gorgueras, con expresión de elegante altivez. Una buena galería de retratos.
- Caballero entre Antonio de Covarrubias y sacerdote con roquete. Francisco de Pisa, un erudito que escribió acerca del milagro del señor de Orgaz.

Algunos autores se atreven a identificar entre los personajes al propio Miguel de Cervantes, que en esos años vivió en Toledo. O quienes creen ver a Manusso, hermano del Greco, entre los retratados.

### La parte celestial

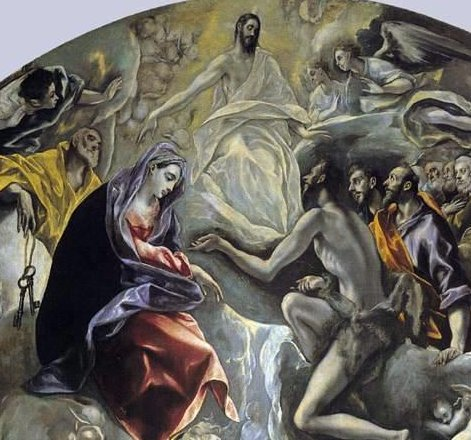
Detalle de la Gloria.

En la parte superior persiste la necesaria seriedad del momento, rodeados de nublado. Corresponde a la construcción imaginativa de poetas y artistas. Las formas características del Greco acentúan la belleza de lo ultraterreno; el tono frío y al mismo tiempo intenso y deslumbrante del color y la iluminación subrayan la pertenencia a otro ámbito.
- Ángel central. En la parte central del cuadro aparece el ángel que “se hace cargo” de alma del señor de Orgaz, sujetándola la introduce, entre nubes, a la presencia celestial. El alma se representa como una crisálida, con forma de niño.
- Jesucristo. En el lugar con más luz del cuadro lo ocupa quien es Luz del mundo. Aparece de forma gloriosa, vestido de blanco, como juez de vivos y muertos, como ordenando a San Pedro que abra las puertas del cielo.
- La Virgen. Su gesto es como de acoger maternalmente al señor de Orgaz que llega al cielo.
- San Juan Bautista.
- Los bienaventurados de la parte derecha. Miran a Jesucristo. Aparece el apóstol Pablo –de violeta-, Santiago el Mayor, Santo Tomás –titular de la iglesia y con la escuadra, de verde y amarillo-. En la fila que comienza Sto. Tomás, la cierra Felipe II (que no había fallecido aún y lo que se ha querido mostrar como una falta de resentimiento del pintor por el monarca que lo había desdeñado). En este apelotonamiento de personajes, algunos autores han querido identificar al papa Sixto V, al arzobispo de Toledo, Gaspar de Quiroga o a un predecesor suyo, Juan Pardo de Tavera.
- Grupo tenue. Debajo de los bienaventurados, hay un trío de tenues figuras, formado por un hombre desnudo y dos mujeres, una de las cuales es María Magdalena, por su frasco de perfume, la otro mujer podría ser, en buena lógica, Marta. Y el hombre, siguiendo con el tema, Lázaro. Otros hablan de este personaje como el de san Sebastián.
- San Pedro. A la izquierda, de amarillo y con las inequívocas llaves en su mano.
- Los personajes de la parte izquierda. Se suman a la contemplación los principales personajes del Antiguo Testamento: El rey David, con su arpa; Moisés, con las tablas de la ley y Noé, con el arca.
- Ángel jugando a la derecha. Sin querer mirar hacia abajo.
- Almas de niños a la izquierda

## Aspectos pictóricos del cuadro
Óleo sobre lienzo. 4,80 x 3,60 m. Traducción de la firma: “Dominico Theotocopuli, 1578” (fecha de nacimiento del hijo del Greco, no del inicio de la obra).
El Greco lo pinta en plena madurez artística. Tiene rigor arquitectónico y una unidad extraordinaria a pesar de las dos partes en las que está dividido. En esta obra están presentes todos los elementos del lenguaje manierista del pintor: figuras alargadas, cuerpos vigorosos, escorzos inverosímiles, colores brillantes y ácidos, uso arbitrario de luces y sombras para marcar las distancias entre los diferentes planos, etc.
Cuando el Greco se instala en Toledo, alcanza esa madurez pictórica que arrastra de su paso por Italia y los talleres de los mejores pintores de la época. Es entonces cuando el Greco apunta nuevas formas donde los cuerpos se distorsionan, se llenan de arrebato místico: las posturas, las miradas...
Que el Greco pintase una serie de personajes reales contemporáneos suyos supone el primer retrato colectivo de la historia del arte español. Y hay quien ha visto en la composición completa del cuadro una composición clásica: los caballeros, verticales en la tierra, serían las columnas de un pórtico; sobre ellos, un frontón triangular que quedaría conformado por las nubes que convergen en el vértice del Padre.
El cuadro tiene influencias de la pintura italiana de los juicios finales, de los Santos Entierros de Cristo de Tiziano. Y también influencias de los pensamientos de la época sobre la construcción visionaria e idealizada de la gloria celeste desde lo alto. 
El Greco incluye personajes en tamaño real en el cuadro, cuadros dentro del cuadro —el martirio de San Esteban y los santos de la capa pluviales del obispo y el párroco—. 
El lienzo no planteaba muchos problemas, incluso a pesar de las medidas que finalmente tuvo y que no fueron escasas y que supusieron un desafío para su autor. El tamaño y las dificultades que comportaba la realización de semejante lienzo, así como la brillante manera que demostró el Greco a la hora de resolverlas, por no hablar del prestigio que poseía entonces.
El autor se ciñó literalmente a lo estipulado en el contrato y que le obligaba a representar un hecho descrito con detalle. Cumpliendo con eso (parte terrenal) el Greco representó con más libertad la parte celestial componiendo una escena muy personal. La parte superior no se ajusta a la realidad visible y los colores no responden a los de la propia naturaleza lo que proporciona al cuadro un interés añadido.
Existe un evidente anacronismo e inverosimilitud con la mezcla de personajes que en la realidad se llevaron más de 200 años de diferencia, sin incluir a los santos y personajes de la parte celestial.
Es curioso como El Greco también pinta al señor de Orgaz con armadura lujosa, no humildemente envuelto en una mortaja o un hábito de mendicante, como era en realidad. 
También es curioso, como consecuencia del manierismo, que no existe profundidad en la escena, por lo que no observamos ni suelo, ni fondo, ni casi podemos afirmar que la escena se representa al aire libre o en el interior de una cripta. 
La luz existe casi exclusivamente en la parte superior. En la inferior, la luz proviene de las vestiduras.

## El lugar del emplazamiento

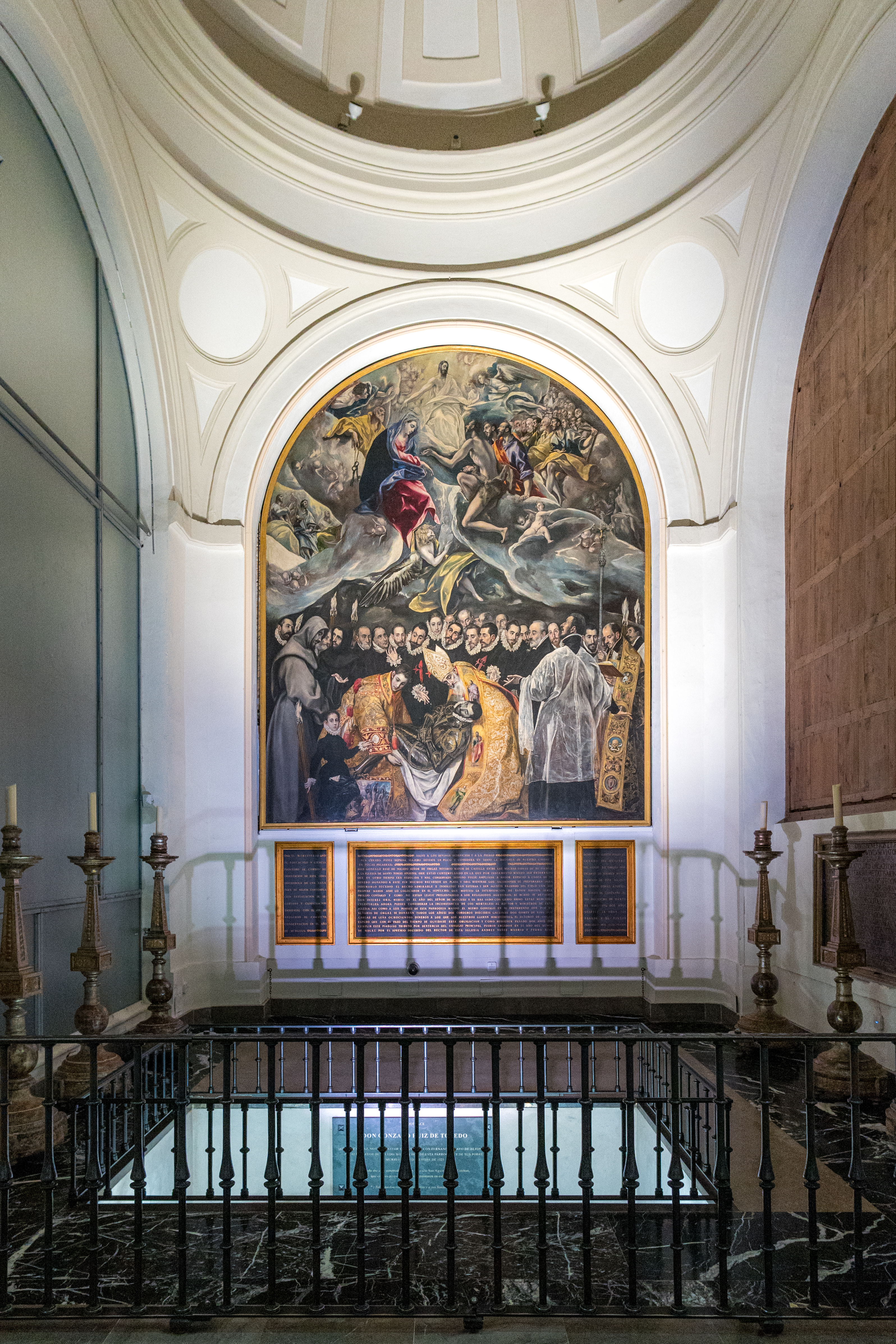
Emplazamiento en la capilla de la Concepción y tumba.

El lugar que ocupa el cuadro del Greco es su emplazamiento original. Para este lugar fue concebido y en él perdura transcurridos cuatro siglos. Antes del emplazamiento de la sepultura del señor de Orgaz era la capilla de Nuestra señora de la Concepción, advocación e imagen que habría presidido la nueva estructura de la capilla, típica del siglo XVI, proyectada probablemente por el maestro de la catedral Nicolás Vergara el Mozo, como desnudo y clásico espacio cuadrado rematado por una sepulcral cúpula.
Nos encontramos al pie del templo, aunque convenientemente separado del actual espacio reservado a los actos litúrgicos, el terreno pertenece al templo. Hasta principios del pasado siglo XX, esta zona estuvo separada mediante una verja y una cortina. En la actualidad, una separación más consistente permite la visita de aquellos que contemplan esta obra de arte sin que su presencia disturbe y moleste a los fieles que participan en los actos que la parroquia celebra a pocos metros. 
Gonzalo Ruiz de Toledo fue enterrado en este mismo lugar, elegido por él mismo como la zona más apartada y humilde de la iglesia, así como los materiales de su sepultura: junto a la pared última y más apartada del coro y de simple piedra tosca. Aquí se hizo una sencilla capilla hasta que 200 años más tarde, el párroco don Andrés Núñez de Madrid, mandó renovarla haciéndola más grande y hermosa, quedando el sepulcro en medio y, queriendo que el milagro fuese conocido de todos.
Hay quienes dicen escuchar cantos gregorianos, luz celestial, aroma a incienso —que no existen— estando en este lugar. 

### La iglesia
La iglesia de Santo Tomé aparece citada en el siglo XII, aunque su configuración actual fue acometida a principios del siglo XIV por el propio señor de Orgaz, que añadió el actual campanario cristiano al antiguo alminar musulmán. 
Santo Tomé es una iglesia con una torre mudéjar, copia de la de San Román. Contiene cerámica vidriada e incrustaciones de una hornacina visigótica y una cruz patada. Su última restauración —magnífica—, realizada en el año 2000, ha devuelto todo su esplendor a una de las torres más bellas de Toledo.
En el interior del templo figuran un retablo del siglo XVI, plateresco, y dos barrocos, una pila bautismal de mármol del siglo XVI, una bellísima imagen de la virgen en mármol del siglo XIII, tres interesantes lienzos de Luis Tristán, alumno del Greco, y dos preciosas esculturas de la escuela de Alonso Cano.

## Conservación
Debido principalmente a que no se ha movido de su emplazamiento original, el cuadro goza de un excelente estado de conservación.
En 1672 tuvo una primera limpieza.
A mediados del siglo XIX se encontraba un tanto descuidado, colgado sin ningún tipo de sujeción en la parte baja, corrigiéndose poco después con una enmarcación adecuada.
En 1943 se constata que sigue gozando de una conservación adecuada, si bien se observa que el cuadro amarillea en todos sus colores debido a un barniz no del todo transparente.
Posteriormente no consta ninguna mención al mal estado de conservación del lienzo, si bien algunas críticas referidas a la iluminación y al estado de la iglesia de Santo Tomé fueron convenientemente corregidas como ahora se puede observar. 
En 1975, tras un concienzudo estudio científico, se acometió una notable restauración realizada por el ICROA. Además, unido a este proceso, fue desmontado de su emplazamiento original y dispuesto en el lugar que ahora se puede contemplar. Fue entonces cuando, definitivamente, se separó la estancia que ocupa la visita al cuadro del templo, mediante una separación definitiva, eliminando unas cortinas que simplemente diferenciaban las dos estancias y que impedían el culto con las visitas a la obra.

## Otras representaciones
La obra ha suscitado numerosas pinturas derivadas o inspiradas en su tema y estilo.
El entierro del señor de Orgaz es una pintura atribuida a Jorge Manuel Theotocópuli (hijo del Greco), pintada por encargo de la Casa Profesa de la compañía de Jesús de Toledo, donde se reproduce la parte inferior del cuadro de su padre. Esta obra se encuentra desde 1901 en el Museo del Prado.
Del siglo XVIII existe un óleo de Miguel Jacinto Meléndez (1679-1734), —que fue nombrado pintor de cámara de Felipe V el año 1712— de este mismo asunto titulado Entierro del señor de Orgaz, muy distinto del tratamiento que le dio el cretense. El cuadro, boceto para una pintura al óleo de gran tamaño que Meléndez no pudo ejecutar a causa de su fallecimiento se conserva en los almacenes del Museo del Prado.
|  |  |

Andrés de la Calleja, alumno de Miguel Jacinto Meléndez, realizó la pintura definitiva del Entierro del señor de Orgaz sobre el anterior boceto para cumplir con el compromiso adquirido por Meléndez con la desaparecida iglesia de San Felipe el Real de Madrid, convento de frailes agustinos. Este cuadro se ha perdido.
El valenciano Josep Renau Berenguer, realizó en 1977 un fotomontaje de la pintura del Greco, a la que tituló Retorno a la madre, donde inscribió este leyenda: «El oficio del pintor es el de poner un poco de luz en toda oscuridad». Se encuentra como depósito en el Instituto Valenciano de Arte Moderno.
Pablo Picasso, seducido por El entierro del conde de Orgaz, mostró la influencia que le produjo esta pintura, cuando realizó en 1901 El entierro de Casagemas, motivado por la muerte de su amigo Carlos Casagemas, este cuadro alegórico empezó a mostrar su paso al «periodo azul» de su pintura. La división del espacio del cuadro en dos partes, tierra y cielo, cuerpo y alma, recuerda la de El entierro del conde de Orgaz del Greco. También, Picasso, publicó en 1970, un libro de poesía titulado El entierro del conde de Orgaz, el prólogo del cual lo realizó el poeta Rafael Alberti, y la traducción al francés fue hecha por el escritor Alejo Carpentier quien incluyó un texto especial.